# バム県
バム県（仏: Bam）は、ブルキナファソの中北部地方に位置する県。面積4,084 km2、2006年の人口は277,092人で、県都はコングシ (Kongoussi) である。
総人口の27万人余のうち25万人が地方に住んでおり、都市部と地方の間で人口の差が際立っている。また、総人口のうち男性は132,086人、女性は145,006人いる。

## 下位行政区画

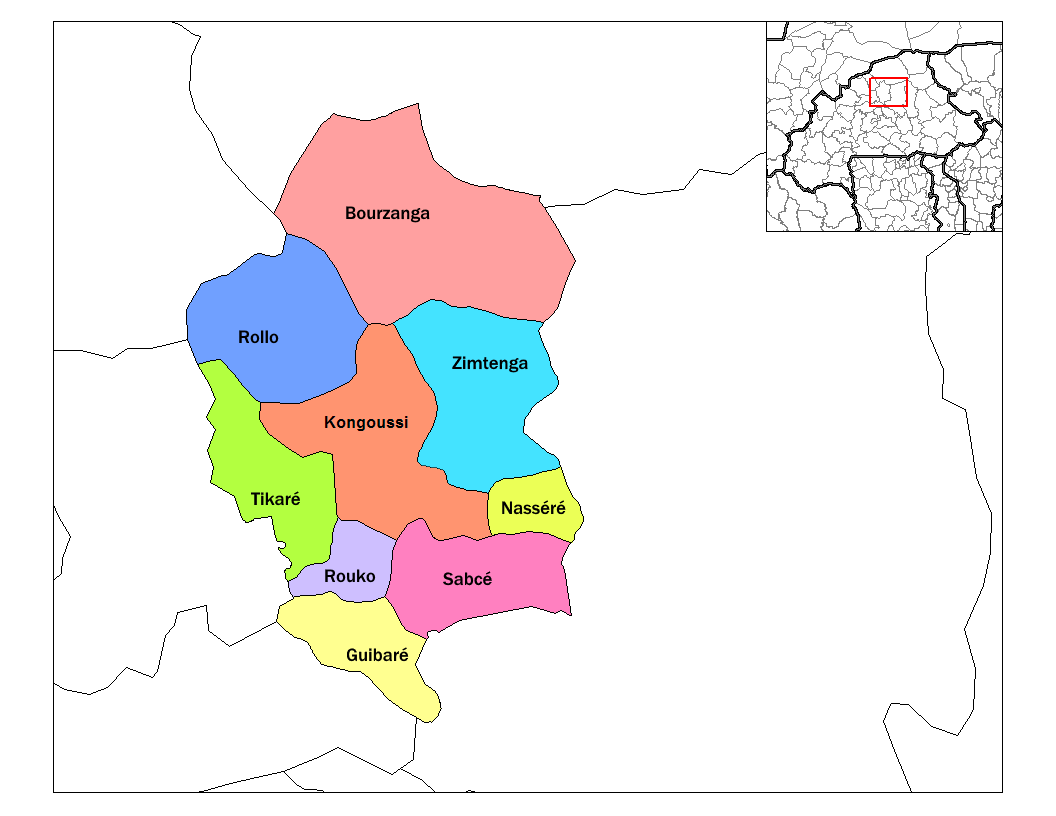
郡の区割り

県内には9つの郡がある。
| 郡名         | 首府       | 総人口   |
| ------------ | ---------- | -------- |
| ブルザンガ郡 | ブルザンガ | 48,545人 |
| ギバール郡   | ギバール   | 23,830人 |
| コングシ郡   | コングシ   | 68,807人 |
| ナスル郡     | ナスル     | 10,507人 |
| ローロ郡     | ローロ     | 26,722人 |
| ルコ郡       | ルコ       | 13,651人 |
| サブス郡     | サブス     | 23,668人 |
| ティカール郡 | ティカール | 37,702人 |
| ジムタンガ郡 | ジムタンガ | 23,660人 |

## 隣接する県
- スム県
- サンマテンガ県
- パッソレ県
- ヤテンガ県
- ロルム県